# Puymangou
Puymangou ist eine Ortschaft und eine ehemalige französische Gemeinde mit 77 Einwohnern (Stand: 1. Januar 2022) im Département Dordogne in der Region Nouvelle-Aquitaine. Sie gehörte zum Arrondissement Périgueux und zum Kanton Montpon-Ménestérol.
Mit Wirkung vom 1. Januar 2016 wurden die früheren Gemeinden Saint-Aulaye und Puymangou zu einer Commune nouvelle namens Saint Aulaye-Puymangou zusammengelegt. Die ehemaligen Gemeinden verfügen in der neuen Gemeinde über den Status einer Commune déléguée. Der Verwaltungssitz befindet sich im Ort Saint-Aulaye.

## Lage
Puymangou liegt etwa 60 Kilometer westlich von Périgueux.

## Bevölkerungsentwicklung
| Jahr                       | 1962 | 1968 | 1975 | 1982 | 1990 | 1999 | 2006 | 2013 |
| Einwohner                  | 134  | 147  | 119  | 98   | 99   | 101  | 96   | 96   |
| Quellen: Cassini und INSEE |      |      |      |      |      |      |      |      |

## Sehenswürdigkeiten
- Kirche Saint-Étienne, früheres Priorat aus dem 10. Jahrhundert
- Schloss Puymangou aus dem 17. Jahrhundert

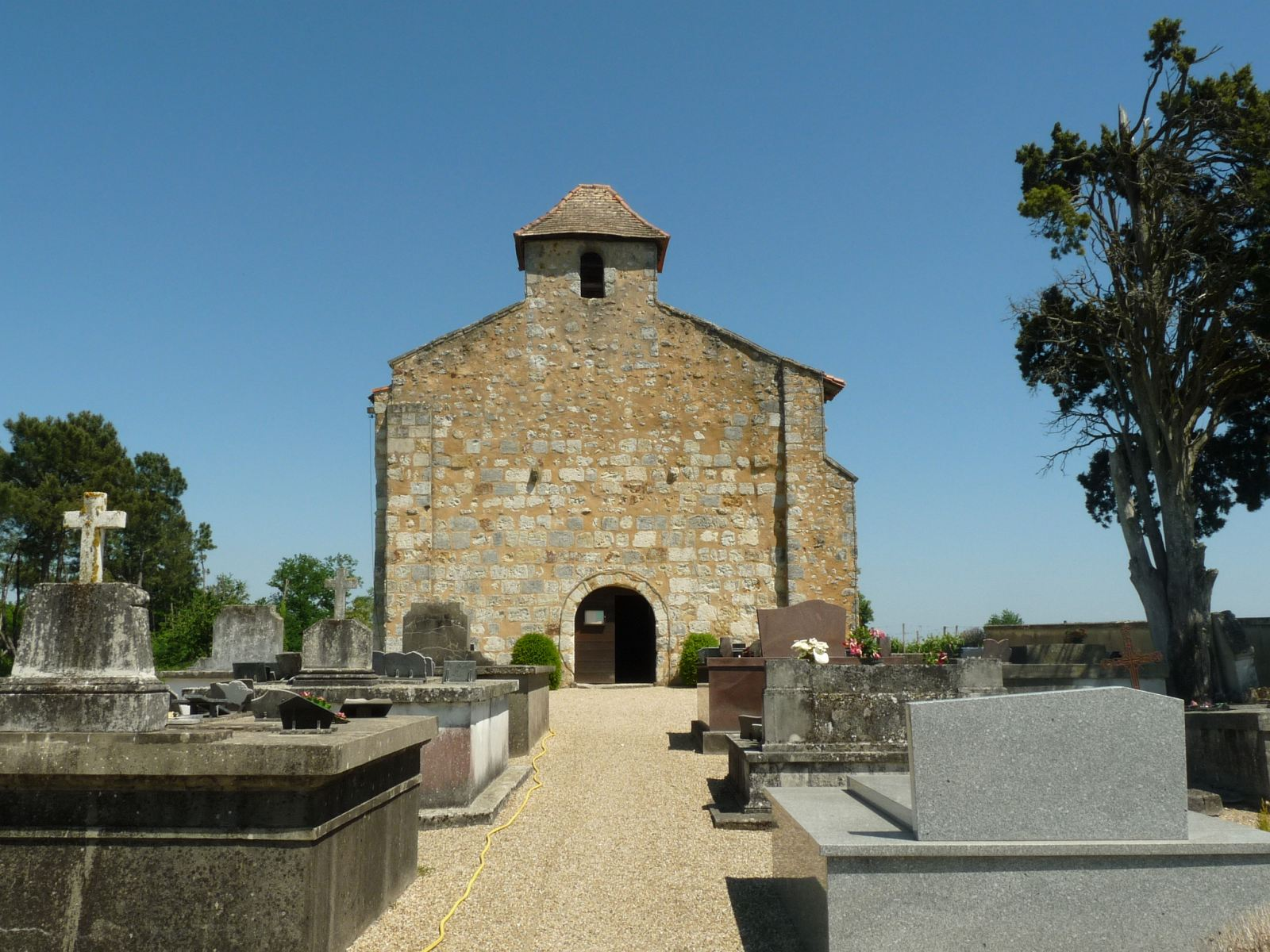
Kirche Saint-Étienne
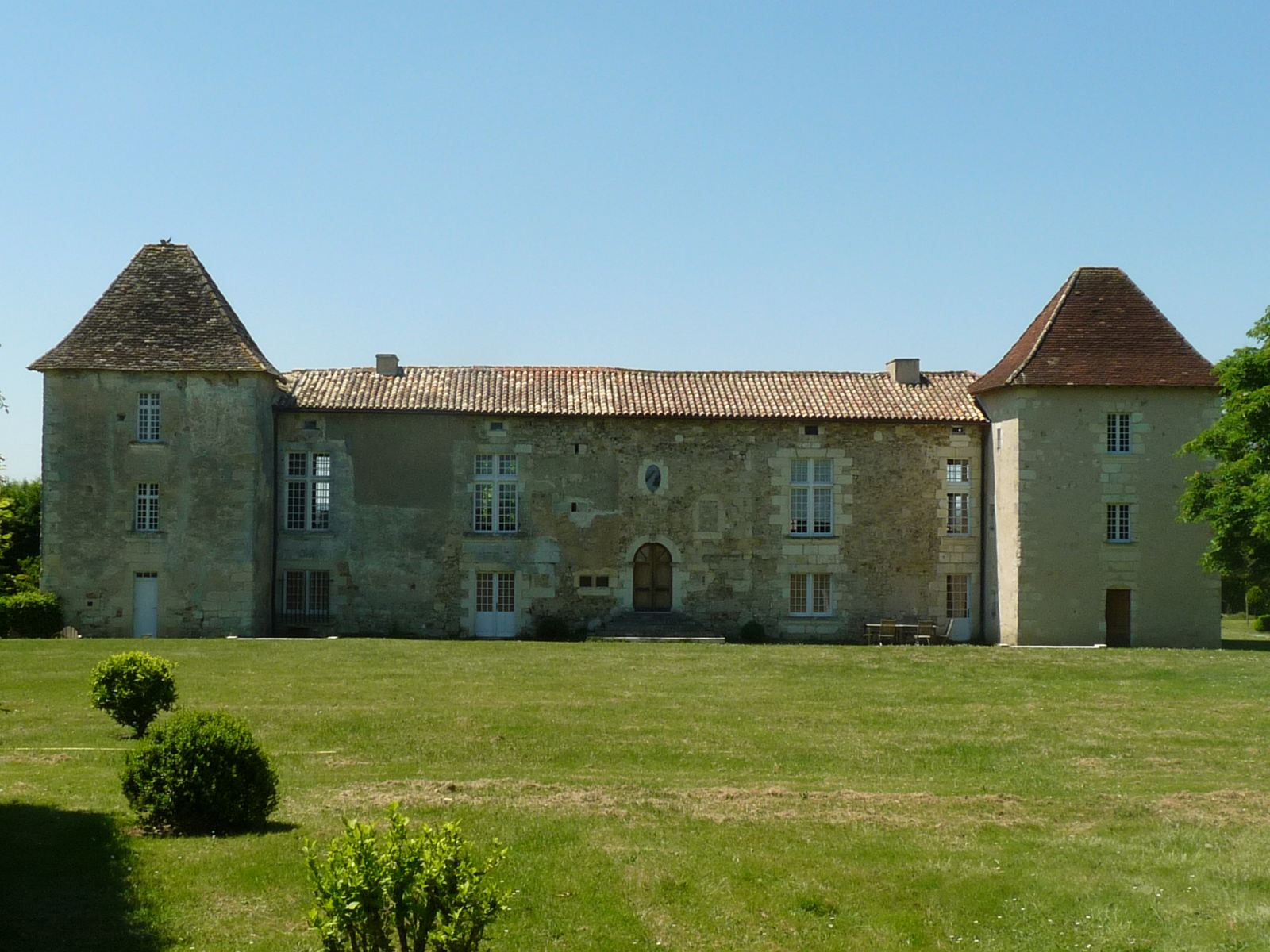
Schloss Puymangou